# Spawn (película)
Spawn es una película estadounidense basada en la historieta homónima del artista canadiense Todd McFarlane publicada por Image Comics. Fue dirigida por el director estadounidense Mark A.Z. Dippé —ex animador de Industrial Light & Magic— y el productor ejecutivo McFarlane y Alan Blomquist.
La película fue protagonizada por Michael Jai White como Al Simmons / Spawn, John Leguizamo como el Payaso, Melinda Clarke como Jessica Priest, Nicol Williamson como Cogliostro, Theresa Randle como Wanda, DB Sweeney como el esposo de Wanda Terry Fitzgerald, Martin Sheen como Jason Wynn, y el veterano actor de voz Frank Welker como la voz de Malebolgia.

## Argumento
Al Simmons es un reconocido agente que trabaja para el gobierno de los Estados Unidos. Un día, en una misión, su despiadado jefe Jason Wynn y el agente Clown le quitan la vida. Sin embargo, a los cinco años de su muerte, Al Simmons vuelve otra vez a la Tierra. Ha hecho un pacto con el diablo. El pacto consiste en  poder ver su gran amor por última vez, pero a cambio tendrá que dirigir al ejército del infierno en la destrucción de la humanidad.

## Reparto
| Actor             | Personaje          |
| ----------------- | ------------------ |
| Michael Jai White | Al Simmons / Spawn |
| John Leguizamo    | Clown / Violator   |
| Martin Sheen      | Jason Wynn         |
| Theresa Randle    | Wanda Blake        |
| Nicol Williamson  | Cogliostro         |
| D. B. Sweeney     | Terry Fitzgerald   |
| Melinda Clarke    | Jessica Priest     |
| Miko Hughes       | Zack               |

## Banda sonora
Spawn (El espíritu vengador): The Album fue lanzado en julio de 1997 y reunió a las bandas de rock y metal más populares de la época incluyendo nombres como Metallica, Korn, Slayer, Marilyn Manson y Silverchair junto a los DJs y productores más renombrados de la escena electrónica, tales como The Crystal Method, Roni Size, y The Prodigy.
El álbum debutó en la séptima posición del Billboard 200, y logró permancer 25 semanas en el conteo. Además fue certificado con el Disco de Oro por la venta de alrededor de las 500.000 en Estados Unidos.
Lista de canciones
1. "(Can't You) Trip Like I Do" - Filter & The Crystal Method – 4:28
2. "Long Hard Road Out of Hell" - Marilyn Manson & Sneaker Pimps – 4:21
3. "Satan" - Orbital & Kirk Hammett – 3:45
4. "Kick the P.A." - Korn & The Dust Brothers – 3:21
5. "Tiny Rubberband" - Butthole Surfers & Moby – 4:12
6. "For Whom the Bell Tolls (The Irony of it All)" - Metallica & DJ Spooky – 4:39
7. "Torn Apart" - Stabbing Westward & Wink – 4:53
8. "Skin Up Pin Up" - Mansun & 808 State – 5:27
9. "One Man Army" - Prodigy & Tom Morello – 4:14
10. "Spawn" - Silverchair & Vitro – 4:28
11. "T-4 Strain" - Henry Rollins & Goldie – 5:19
12. "Familiar" - Incubus & DJ Greyboy – 3:22
13. "No Remorse (I Wanna Die)" - Slayer & Atari Teenage Riot – 4:16
14. "A Plane Scraped Its Belly On A Sooty Yellow Moon" - Soul Coughing & Roni Size – 5:26

Bonus tracks
1. "This Is Not a Dream" (UK Mix) - Apollo 440 & Morphine

## Reinicio/Remake de la película
Desde el año 2004 el autor del cómic Todd McFarlane ha realizado declaraciones de un posible nuevo film del personaje ya que considera que la primera película tuvo un mal sabor de boca entre los aficionados del personaje y espectadores, y por eso afirma que en caso de que hagan un nuevo filme el mismo lo dirigiría y escribiría ya que no estaría dispuesto a ceder los derechos para otra fallida adaptación cinematográfica del personaje. 
En el año 2014 confirmó a través de sus redes sociales que ya tenía listo el guion y que este comprende más de 90 páginas. También confirmó que esta película será mucho más oscura,madura y cruel que el anterior filme y que su presupuesto no superaría los 45 millones de dólares, tras 4 años de retraso y rumores entre ellos la posible participación de actores como Leonardo DiCaprio y un improbable regreso de Michael Jai White en el papel principal, la productora Blumhouse Productions confirmó que sería la encargada de financiar y distribuir el nuevo filme que sería escrito y dirigido por el propio McFarlane, ya que Jason Blum presidente de la compañía afirma que la visión planteada por McFarlane de este nuevo largometraje es perfecta y que estaría más que encantado de trabajar con el en futuras producciones cinematográficas.
A pesar de que SPAWN es uno de los proyectos más ambiciosos y esperados por parte de la compañía, el filme ha sufrido varios inconvenientes a la hora de su realización, entre ellos la disconformidad de algunos directivos de la casa cinematográfica con el guion de la película, ya que afirman que no tiene una visión comercial, también ha sufrido la pérdida de varios actores en papeles claves como consecuencia del retraso de las filmaciones que originalmente tenían que comenzar para mediados del 2019, sin embargo actores como Jamie Foxx y Jeremy Renner han confirmado su presencia en la futura película.
Brian Tucker, quien escribió el thriller policial Broken City 2013 de Russell Crowe y Mark Wahlberg, Broken City, ha sido contratado para escribir el guion del proyecto principal.